# Théâtre royal des Galeries
Résidence
Le théâtre royal des Galeries (en abrégé TRG) est un théâtre bruxellois de divertissement subventionné par la Fédération Wallonie-Bruxelles, situé Galeries Saint-Hubert. Inauguré en 1847, ce lieu a toujours connu une vocation culturelle et une activité théâtrale et continue d'accueillir 100 000 spectateurs par an.

## Les débuts
Les travaux de la construction d’un bâtiment commencent en 1846 et l’inauguration officielle de la galerie le 20 juin 1847 en présence du roi Léopold Ier.
À l'origine, le théâtre programme du drame romantique, du mélodrame et de l’opérette. Dans la première moitié du XXe siècle, la programmation devient avant-gardiste et comprend du ballet russe.
En 1951, le Théâtre est détruit et confiés aux soins l'architecte Paul Bonduelle et le décorateur Stéphane Jasinski. Si la salle a gardé son aspect de style italianisant avec ses velours rouge et or, la restauration est réalisée pour que les 850 places soient dorénavant de face pour le confort du spectateur. Le peintre surréaliste René Magritte est l'auteur de la fresque « nuageuse » sur le plafond de la salle,.

## Depuis 1953
Depuis 1953 on peut y assister aux spectacles de la Compagnie des Galeries fondée par Jean-Pierre Rey et subventionnée par la Fédération Wallonie-Bruxelles. Le répertoire comprend du théâtre de boulevard et des pièces d'auteurs belges allant du drame à la comédie. En plus, la compagnie donne une Revue satirique de fin d'année.
D'un riche répertoire, ce théâtre a fait connaître au-delà de Bruxelles ses comédiens grâce, notamment, à la pièce Le Mariage de Mademoiselle Beulemans enregistrée et diffusée en 1978 par la RTBF ; cette représentation, diffusée en Belgique et à l'étranger, mettait en scène les acteurs fétiches comme Christiane Lenain, Jacques Lippe et Ania Guedroitz.
La compagnie est actuellement dirigée par David Michels qui aussi met en scène « La revue »,. pendant la période des fêtes de fin d’année. 30,000 spectateurs en moyenne assistent à ce show satirique qui revisite l’actualité de l’année à travers l’humour.
Le Théâtre des Galeries conserve son image de théâtre de divertissement où de nombreux auteurs contemporains sont prévus dans la programmation.

## Subventions
En 2016, la Société a reçu une subvention d’exploitation de 876 273,55 €. Pour ce faire, le théâtre doit programmer au moins 25 pièces différentes, dont au moins cinq d’auteurs belges, et accueillir au moins 120 000 visiteurs payants.

## Quelques personnalités du Théâtre des Galeries
- Pascal Racan
- Maria del Rio
- Pierre Pigeolet[8]
- Martine Willequet
- Louise Rocco
- Bernard Lefrancq, metteur en scène au Théâtre Royal des Galeries[9].
- Marc De Roy
- Cécile Florin[10]
- Daniel Hanssens
- Marcelle Dambremont
- Fernande Dépernay
- Lucien Fonson et Aimé Declercq, premiers directeurs
- Ania Guedroitz
- Christiane Lenain
- Jacques Lippe
- Jean-Pierre Loriot
- Serge Michel
- Jean-Pierre Rey
- Robert Roanne
- Patrick Roegiers

## Accès
- | ___ | Ce site est desservi par les stations de métro : De Brouckère et Gare Centrale. |